# Salbia pachyceralis
Salbia pachyceralis is een vlinder uit de familie van de grasmotten (Crambidae), uit de onderfamilie van de Spilomelinae. De wetenschappelijke naam van deze soort is voor het eerst voorgesteld als Syngamia pachyceralis door George Francis Hampson in een publicatie uit 1917.
De soort komt voor in Panama.